# 帕爾卡區 (蘭帕省)
帕爾卡區（西班牙語：Distrito de Palca），是秘魯的一個區，位於該國東南部普諾大區的蘭帕省，始建於1901年10月25日，面積484平方公里，海拔高度4,020米，2005年人口2,105，人口密度每平方公里4.3人。